# Villatorres
Villatorres település Spanyolországban, Jaén tartományban. Villatorres Jaén, Mengíbar, Torreblascopedro, Begíjar és Mancha Real községekkel határos. Lakosainak száma 4267 fő (2024).

## Népesség
A település népessége az elmúlt években az alábbi módon változott:
| Lakosok száma | 4336 | 4339 | 4392 | 4445 | 4467 | 4443 | 4389 | 4316 | 4293 | 4267 |
|               | 2001 | 2004 | 2007 | 2009 | 2012 | 2014 | 2017 | 2019 | 2022 | 2024 |